# Bartosz Rudyk
Bartosz Rudyk (ur. 18 września 1998 we Wrocławiu) – polski kolarz szosowy i torowy.
Kolarstwo uprawiał również jego ojciec, Zbigniew Rudyk oraz starszy brat, Mateusz Rudyk.

## Osiągnięcia

### Kolarstwo szosowe
Opracowano na podstawie:
2016
- 1. miejsce na 4. etapie Pucharu Prezydenta Miasta Grudziądza

2020
- 1. miejsce w Memoriale Grundmanna i Wizowskiego
- 1. miejsce w Memoriale Stanisława Szozdy

### Kolarstwo torowe
Opracowano na podstawie:
2016
- 2. miejsce w mistrzostwach Europy juniorów (wyścig drużynowy na dochodzenie)

2017
- 3. miejsce w mistrzostwach Europy U23 (wyścig drużynowy na dochodzenie)

2020
- 3. miejsce w mistrzostwach Europy U23 (madison)
- 1. miejsce w mistrzostwach Europy U23 (scratch)

## Rankingi

### Kolarstwo szosowe
| Rok             | 2020  | 2021  | 2022  | 2023 |
| --------------- | ----- | ----- | ----- | ---- |
| World Ranking   | 1423. | 1270. | 1175. | 652. |
| UCI Europe Tour | 1070. | 912.  | 820.  | -    |
|                 |       |       |       |      |
| Źródło: UCI     |       |       |       |      |